# اسماعیل الظاهر
اسماعیل بن عبدالرحمن بن ذی‌النون (متوفی ۱۰۴۳ در تولدو) که با نام اسماعیل الظافر یا به سادگی «الظافر» (پیروز) نیز شناخته می‌شود، اولین فرمانروای طائفه تولدو از سلسله ذوالنونیان بود. او از سال ۱۰۳۲ تا زمان مرگش در سال ۱۰۴۳ سلطنت کرد و پسرش مامون جانشین او شد. 

## زندگینامه
اسماعیل ظافر پسر عبدالرحمن بن ذی‌النون، فرماندار سانتاور، هوئته، اوکلس و کوئنکا بود. در سال ۱۰۱۸، هنگامی که او به سن بلوغ رسید، پدرش دولت یوکلس را به نام خود به او داد و بعداً او را به درخواست شهروندانی که از حاکمان خود ناراضی بودند به تولدو فرستاد. در اینجا ظافر در سال ۱۰۳۲ طائفه جدیدی را تحکیم کرد. خواهر او با یحیی المظفر، حاکم طائفه ساراگوزا، که با او مادر منذر دوم بود، ازدواج کرد.
از جمله سرگرمی‌های ظافر شعر بود و چندین شعر سروده بود. او حامی علم و هنر، به ویژه ادبیات بود. علائقى كه پسرش مامون بعدها ادامه داد. او در سال ۱۰۴۳ درگذشت.